# ناوشکن کلاس پرث
ناوشکن کلاس پرث (به انگلیسی: Perth-class destroyer) یک کلاس از کشتی است که طول آن ۴۴۰٫۸ فوت (۱۳۴٫۴ متر) می‌باشد.